# Paul Ginsborg
Paul Anthony Ginsborg (Londra, 18 luglio 1945 – Firenze, 11 maggio 2022) è stato uno storico inglese naturalizzato italiano, noto studioso contemporaneo della storia d'Italia.

## Biografia
Fellow del Churchill College di Cambridge, insegnò presso la Facoltà di Scienze Sociali e Politiche della stessa università. In Italia ebbe incarichi di insegnamento alle Università degli Studi di Siena e Torino. Membro della direzione di «Passato e presente» dal 1993 al 2012, dal 1991 al 2015 (anno del pensionamento) insegnò Storia dell'Europa contemporanea all'Università di Firenze, presso il Dipartimento di Storia, Archeologia, Geografia, Arte e Spettacolo (SAGAS).
Nel 1992 una citazione del suo saggio storico "Storia d'Italia dal dopoguerra a oggi. Società e politica 1943-1988" è stata usata per una traccia dell'esame di maturità di quell'anno.
Nel 2014 gli fu assegnato il Premio Nazionale Letterario Pisa per la Saggistica.
Nei primi anni Duemila divenne noto anche per l'impegno pubblico su temi politici e sociali, collaborando con Francesco Pardi, detto Pancho, per il lancio del movimento dei girotondi. 
Fu membro del Consiglio di Presidenza di Libertà e Giustizia, di cui era diventato presidente il 13 aprile 2019 succedendo a Tomaso Montanari.
È deceduto a 76 anni nella la sua abitazione in Oltrarno, a Firenze.

## Scritti
- Daniele Manin e la rivoluzione veneziana del 1848-49, Milano, Feltrinelli, 1978; Torino, Einaudi, 2007. ISBN 978-88-06-14972-7.
- Storia d'Italia dal dopoguerra a oggi. Società e politica 1943-1988, 2 voll., Torino, Einaudi, 1989. ISBN 88-06-11386-0; Milano, Einaudi scuola, 1996. ISBN 88-286-0208-2.
- Dialogo su Berlinguer, con Massimo D'Alema, Firenze, Giunti, 1994. ISBN 88-09-20545-6.
- Stato dell'Italia, a cura di, Milano, Il Saggiatore-Bruno Mondadori, 1994. ISBN 88-428-0147-X.
- Le virtù della Repubblica. Conversazione a Formia, a cura di, Milano, Il Saggiatore, 1994. ISBN 88-428-0209-3.
- Enti locali, società civile e famiglia nell'educazione in Toscana, a cura di e con Dario Ragazzini e Gastone Tassinari, Firenze, Edizioni Regione Toscana, 1996.
- L'Italia del tempo presente. Famiglia, società civile, Stato 1980-1996, Torino, Einaudi, 1998. ISBN 88-06-14595-9.
- Storia d'Italia 1943-1996. Famiglia, società, Stato, Torino, Einaudi, 1998. ISBN 88-06-14596-7.
- Un'Italia minore. Famiglia, istruzione e tradizioni civiche in Valdelsa, a cura di e con Francesco Ramella, Firenze, Giunti, 1999. ISBN 88-09-01457-X.
- Berlusconi. Ambizioni patrimoniali in una democrazia mediatica, Torino, Einaudi, 2003. ISBN 88-06-16672-7.
- Il tempo di cambiare. Politica e potere della vita quotidiana, Torino, Einaudi, 2004. ISBN 88-06-16324-8.
- La democrazia che non c'è, Torino, Einaudi, 2006. ISBN 88-06-18540-3.
- Storia d'Italia. Annali, XXII, Il Risorgimento, a cura di e con Alberto Mario Banti, Torino, Einaudi, 2007. ISBN 978-88-06-16729-5.
- Salviamo l'Italia, Torino, Einaudi, 2010. ISBN 978-88-06-20226-2.
- Berlusconismo. Analisi di un sistema di potere, a cura di e con Enrica Asquer, Roma-Bari, Laterza, 2011. ISBN 978-88-420-9657-3.
- Famiglia Novecento. Vita familiare, rivoluzione e dittature 1900-1950, Torino, Einaudi, 2013. ISBN 978-88-06-20394-8.